# Rıza Türmen
Rıza Mahmut Türmen (ur. 17 czerwca 1941 w Stambule) – turecki prawnik, dyplomata i polityk. W latach 1998–2008 sędzia Europejskiego Trybunału Praw Człowieka, w latach 2011–2015 deputowany do Wielkiego Zgromadzenia Narodowego.

## Życiorys
Ukończył studia na Wydziale Prawa Uniwersytetu Stambulskiego, tytuł magistra uzyskał w Kanadzie, a doktora – na Wydziale Nauk Politycznych Uniwersytetu w Ankarze. W latach 1973–1982 był członkiem tureckiej delegacji na Konwencję Narodów Zjednoczonych o prawie morza. W 1985 został ambasadorem Turcji w Singapurze, a w 1993 stał na czele tureckiej delegacji na Światową Konferencję Praw Człowieka w Wiedniu. W latach 1995–1996 był ambasadorem Turcji w Bernie, od 1996 do 1998 był Stałym Przedstawicielem Republiki Turcji przy Radzie Europy. W 1998 wybrany sędzią Europejskiego Trybunału Praw Człowieka, był nim do 2008 roku. Do 2011 pracował jako felietonista dla gazety Milliyet.
W 2011 wybrany do Wielkiego Zgromadzenia Narodowego z listy Republikańskiej Partii Ludowej (CHP) w okręgu Izmir, mandat sprawował do 2015. Przed wyborami prezydenckimi w 2014 roku Ludowa Partia Demokratyczna zaoferowała mu kandydowanie na stanowisko prezydenta, lecz Türmen propozycji nie przyjął, pozostając w CHP. W 2015 i 2017 roku wybrany prezesem Stowarzyszenia Sędziów ETPC.